# Индейцы Субарктики
Индейцы Субарктики — собирательное обозначение коренных народов Северной Америки, населявших субарктический регион Канады и США. Эта статья содержит список и краткую характеристику индейских народов, проживавших в зоне бореальных лесов — от восточного побережья Лабрадора и Атлантического океана до залива Кука на Аляске.
Субарктика как культурный ареал охватывает около двух миллионов квадратных миль и отличается суровым климатом, сезонными природными ресурсами и преобладанием охотничье-собирательского образа жизни. В этих условиях сложилась культура с высокой степенью мобильности, зависимостью от миграций животных, сезонной охотой (в том числе на лося и карибу), рыболовством и использованием каноэ, снегоступов и переносных жилищ.
Этнографически регион населяли два крупных языковых массива: народы алгонкинской языковой семьи (в восточной и центральной части) и атабаскской (в западной, включая Юкон и Аляску). Несмотря на языковое и этническое разнообразие, субарктические индейцы проявляли общность социального устройства, технических решений и духовной культуры — без централизованной власти, с родовыми связями, шаманизмом, анимизмом и охотничьими ритуалами.
Субарктика рассматривается как самостоятельный культурный ареал Северной Америки, наряду с Арктикой, Великими равнинами, Вудлендом и другими. В отличие от арктических народов, индейцы субарктической зоны не использовали морские ресурсы и обитали в лесах южнее тундры. От индейцев Равнин и Лесного Востока они отличались отсутствием земледелия и оседлого образа жизни. Некоторые группы, например кри и сарси, переселившись в прерии, адаптировались к новой среде и со временем стали частью равнинных культур.

## Список
| Народ            | Альтернативные названия | Регион | Численность |
| ---------------- | --- | --- | ----------- |
| Атна             | Самоназвания: Ahtna, ʻAtna, ʻAtnu Экзонимы: Copper River Indians, Ahtena, атнахтане, медновские/медновцы | Центральная и южная Аляска (долина реки Коппер) | 500         |
| Оджи-кри         | Самоназвания: Anishinini Экзонимы: Severn Ojibwa | Онтарио, Манитоба | 13 525      |
| Оджибве          | Самоназвания: Ojibwe Экзонимы: Chippewa, Ojibway, Ojibwa, Anishinaabe, Saulteaux, Obedjiwan band, Western Montagnais | Северо-восточная Манитоба и северо-запад Онтарио | 360 000     |
| Атикамек         | Самоназвания: Atikamekw | Квебек | 8 400       |
| Чипевайан        | Самоназвания: Dene, T’atsaot’ine, Kkpset’aykékke ottine, Thi-lan-ottiné, Ethen-eldéi, Sa-si-tané, Thé-yé-Ottiné Экзонимы: Chipewyan, Yellowknives | Лесотундра и бореальные леса между Большим Невольничьим озером, Атабаской и рекой Коппермайн | 23 000      |
| Кри              | Самоназвания: Nehiyawak, Nipe'ku'wiiyu'c, Atima'pi'simwiiyu'c, Pi'tsimuuta'wiiyu'c, Nu'hcimi'wiiyu'c Экзонимы: Cree, Swampy Cree, Plains Cree, Woods Cree, James Bay Cree, Moose Cree | Восточный берег залива Джеймс и юго-восточный берег Гудзонова залива, Квебек; низменности западного берега залива Джеймс и Гудзонова залива, от реки Мус до реки Черчилл; Южная и центральная часть лесной зоны Гудзонова залива, внутренняя часть Манитобы, Саскачевана и Альберты | 250 330     |
| Бабин            | Самоназвания: Dakelh, Dakelne, Nētu’inni Экзонимы: Babine, Carrier, Nadene, Akwliget, Babine Indians, Onayachikwi Babine Indians, Onayachikwi | Центральная часть Британской Колумбии | 2 525       |
| Ветсуветен       | Самоназвания: Wet'suwet'en | Северо-запад Британской Колумбии, вдоль реки Балкли между Смитерсом и Бернс-Лейк | 5 000       |
| Дег-хитан        | Самоназвания: Deg Hit’an Экзонимы: Ingalik, Inkilikai, Tena, Kayukhotana, McGrath Ingalik; рус. Ингалик, инкалики, икалиты | Нижнее течение рек Юкон и Инноко, западная Аляска | 275         |
| Танаина          | Самоназвания: dena’ina, danaz’ina, dastne’, dənaq’ina Экзонимы: Tanaina, Kenai Indians, Kenaizy, Tynai, Tynai proper (sobstvenno Tynai), Tynai people (tnayi), Kenayut, Kenaiyut | Юго-запад Аляски, район залива Кука | 1 000       |
| Тличо            | Самоназвания: Tłı̨chǫ, Tłįchǫ Done Экзонимы: Dogrib, Dog Rib Indians, Dogribs, Dogrib Tribe, DogRibb Indians, Thingchadinne, Thing-e-ha-’dtinne, Slaves, Dounè, Côtes-de-Chien, Flancs-de-Chien, Plat-côté-de-Chien | Северо-Западные территории Канады, между озёрами Грейт-Слейв и Грейт-Беар, вдоль реки Маккензи |             |
| Дане-заа         | Самоназвания: Dane-zaa, Dunneza, wadzane’ Экзонимы: Beaver, Tasttine, Tsattine, Tsattineh, Gens de Castor, gens des Castors, Rocky Mountain Indians | Район реки Пис, северо-восток Британской Колумбии и северо-запад Альберты | 1 310       |
| Кучины           | Самоназвания: Gwich’in, Gwič’in, g̱wîčʼîn Экзонимы: Kutchin, Kutcha-Kutchin, Kootchin, Kootchin-choo, Kootchin-Kutchin, Han-Kootchin, Loucheaux, Gens de fou, Gens de Bois, Gens de Castor, People of the Water, People of the River, Wood Indians | Северо-восток Аляски, север Юкона и северо-запад Северо-Западных территорий | 1 435       |
| Хан              | Самоназвания: ez̨an kųc̨in, kųc̨in, tęʔekwīn, veʔg̨įc̨in, c̨iz̨in Экзонимы: Han-Kootchin, Han-Kut'chin, Han-Kut'chin', Han Gens de Bois, Gens de Fou, Gens des lacs, A-yan / Ai-yan Indians, Hun-koo-chin, Hong-Kutchin, Han Kutchin, Ti-tsho-ti-na, Aiʔyākʼ | Северо-восточная Аляска и западный Юкон вдоль реки Юкон | 50          |
| Сахту            | Самоназвания: sahtú got’ine Экзонимы: Bearlake Indians, Bear Lake Indians, Sa-tcho’ t’u gotiné, Gens du Lac d’Ours, Satudene, Nahanies | Район Большого Медвежьего озера и реки Маккензи на Северо-Западных территориях Канады |             |
| Холикачук        | Самоназвания: do’ hənan, yonag’hatan, do’iyu’hatan, ʔenita hatan, ʔeʔenoʔhatan Экзонимы: Innoka-khotana, Tlegon-khotana, Holikachuk, Holikachuk Slough people, Inkalikhchüten, Inkalikhliuatën, iqitliyulat, Holikachuk yuxaɣ hənan, ʔoʔtik hwatin | Верховья реки Инноко, западная Аляска | 200         |
| Инну             | Самоназвания: Innu, nehirowisiw, iriniw, ilnu, piekwâkamîwinin, piékagamim, mista-sîpîwinin, tshishe-shatshît, utshimau, miamowi-mashk, tshitshukam, Sheshatshiu Экзонимы: Montagnais, Montagnais-Naskapi, Naskapi, Nascapee, Nescaupee, Nasquapee, Uneskapis, Montagnards, Chichedéc, Excomminquois, Ounackhipouek, Papinachois, Betsiamites | Полуостров Лабрадор (северо-восток Квебека и Лабрадор) | 28 225      |
| Каска            | Самоназвания: kāsə, Sa-zé-oo-ti-na, Səzoténa Экзонимы: Kaska, Cassiar, Nahani, Nahʼane, Ti-tsho-ti-na, Ticoténa, Grand Lakers, Nelson Indians, Fort Grahame Nomads, Tselona, Indians of the Frances Lake, Dease River Kaska, Nelson Indians | Север Британской Колумбии и юг территории Юкон (бассейн реки Лиард) | 980         |
| Колчане          | Самоназвания: danʔina, ʔenəs ḥatan Экзонимы: Kolchan, Kolchans, Goltsan, Goltson, Kyltschasnen, Galtzanes, Galtzanes, Koltschcanes, Koltschanen, Kol’chane, Gal’tsane, kakchan, Kolchances | Верхнее течение реки Кускоквим и предгорья Аляскинского хребта (запад Аляски) | 160         |
| Коюконы          | Самоназвания: yunagɔ xotana, doyɔ́ xotana, doyɔ́ yunałɔ, noɣɔ xotana, ŋutno xotana, dɔga xotana, dɔga yunałɔ, kodiłlaqɔ xotana, yuɬə xotana, yuɬəna xotana, Kamɔs xotana, ŋitlik xotana, nikhkhot’ana, ŋunə hatən, ŋenə hatən Экзонимы: Koyukon, Ko-yukon, Co-yukon, Kuyukukhotana, Kuyukukhtotana, Kuyukokhotana, Kuyukanskii, Kuyukanik, kuɬkak, ŋinlik xotana, ŋinlik, ŋenə hatən, ŋunə hatən | Центральная Аляска (нижнее и среднее течение реки Юкон и река Кантишна) | 2 300       |
| Секани           | Самоназвания: Tsʼēkhene, Tsʼek̓ehne, Sekani Экзонимы: Sekanais, Tsekanne, Tsekʼene, Sicannies, Siccanies, Sikanai, Secunnie, Thikanies, Tsekannies, Chicanees, “Rocky-Mountain Indians”, “people of the beaver dams”, “Big Men”, “Meadow Indians”, “relations of the Meadow Indians”, “Says-thau Dennehs”, Alta-tin, people of the place where boats are pulled upstream with a line (Inupiak), “people on the rocks”, “people on the mountains”, “those who dwell on the mountain”, “those who have no religion” | Северо-восточная Британская Колумбия (верховья рек Форт-Нельсон, Финли и Пис) |             |
| Слейви           | Самоназвания: dene, dené thá, déné-yapé-l’Otútné, Tp’i-káh-Gotinę, Él’é-idlin-Gotinę, Etchétí-dié-Gotinę, Etcha-otítiné, née gotiné, zéa gotiné, k’é́ gotiné Экзонимы: Slave, Slavey, Slavi, Esclave, Broken Slave, Gens des Bois Forts, Strong Bow Indians, Bastard Beaver Indians, Beaver Indians, Slave Indians, Rocky Mountain Indians, T’silla-tu-ut’tinne, desnéëdhotine, desnădhonie, desănítne, Mackenzie people, Grand River Indians, Slavey proper, Slave proper, Hay River Slavey                      | Западное побережье Большого Невольничьего озера и бассейны рек Слейв и Маккензи, Северо-Западные территории Канады | 33 960      |
| Тагиш            | Самоназвания: tągís, tągís ʔáʔn, tągizi, tągizi ʔáʔn, Tagish Экзонимы: Stick Indians, Tahk-heesh, Tahkeesh, Taghish, Si-him-E-na, Tlingit Indians | Районы озёр Тагиш и Марш, юг Юкона и север Британской Колумбии |             |
| Талтан           | Самоназвания: Tāltān, tàltān, tałtan, tāltan ḵwáan, tiáxhanot'ē, keye’ē, Talyam Экзонимы: Taltan, Tahltan, Toltan, Tahltan Indians, Stick Indians, Stick siwash, Stikine Indians, Nahani, Nahaney, Nahane, Conneghan, Telegraph Creek Indians, Tahltan and Iskut | Верхнее течение реки Стикин, север Британской Колумбии, Канада | 2 174       |
| Танана           | Самоназвания: Tanana, Tananaʔa, Nabesnaʔa, Nukkūktāna, denc’é dḗyin, shétma Wi’en, natqésj Wi’en, WidsaWi’en, salca Wi’en, taɣtiɬ Wi’en, bənatx’iženə, bəətʃʰə hōana, bentaWi’en Экзонимы: Tanana Indians, Tenanah, Tenan-Kutchin, Tenán-Kūt-chin, Tpana-Koutchinn, Tpana-Koutchinn, Tpatanah Kutchinn, Athna we’re ‘people of the river’, Tananakutchinn, Tananaʔa, Tananaʔa, gens des buttes, mountain men, people of the large river, Tananaʔ, Tananakutchin, Tanan , Tenán-Kút-chin                          | Верховья реки Танана, Аляска | 900         |
| Тсетсаут         | Самоназвания: не зафиксированы или утрачены; язык и самоназвание исчезли до начала 20 века Экзонимы: Tsetsaut, tsets’āwt | Южные истоки реки Стикин и северные истоки реки Насс, Британская Колумбия | 30          |
| Чилкотин         | Самоназвания: Tsilhqot’in Экзонимы: Chilcotin, Chilkhodins, Tsilkotin, Chilcotin Indians, c̓inɂguʔin | Долина реки Чилкотин, Британская Колумбия | 2 460       |
| Северные тутчоне | Самоназвания: Tutchone, Tutchonekutchin, Tüt-chone’kutchin, Tütchän’kutchin, Tát gùch’in, Tr’òtîk kû’tchîn, Fàtzeik-Kootchîn, Kû’chîn bâhch’ai’êtîn, Alaán thày hóyàh Экзонимы: Gunana, Gununa, Gunonennar, Kûn-ûn-ah’, Khûn-ûn-ah’, Nehannees, Ai-yan, A-yan, ciyò’na, Gens des bois, Mountain Indians, Esbá-ta-ottinê, Abáto-tená, Abáh-to-di-nne’, Selkirk | Центральный Юкон, плато между горами Святого Ильи и хребтами Пелли–Селвин | 1 950       |
| Южные тутчоне    | Самоназвания: Tutchone, Tutchonekutchin, Tütchän’kutchin, Kûtchîn bâhch’ai’êtîn, Alaán thày hóyàh Экзонимы: Gunana, Gununa, Gunonennar, Ai-yan, Nehanees, Stick Indians, Gens des bois, Mountain Indians, Traders, Wooded-country Indians, Kaska | Южное плато Юкон, между хребтами Святого Ильи и Селвин | 1 400       |
| Йеллоунайф       | Самоназвания: tatsǫt’ine, tatsan ottiné, tpatsan ottiné, tpa-tsan-ottiné, tandzán, tandzán-ottiné Экзонимы: Yellowknife, gens du cuivre, Copper Indians, Red Knives, Couteaux rouges, birch-rind people, tehǫot’į́, t’alshóotine | Северо-восток Большого Невольничьего озера, к реке Коппермайн и Баррен-Граундс | 1 723       |

Крупные культурно-языковые группы, такие как Анишинаабе, включают несколько отдельных народов (Оджибве, Оджи-кри), перечисленных в таблице по отдельности.